# 袁家軍
袁 家軍（えん かぐん、1962年9月 - ）は、中華人民共和国の官僚、政治家、元宇宙工学技術者。吉林省通化市出身。現職は中国共産党重慶市委員会書記。

## 経歴
1962年9月、吉林省通化市で生まれる。1984年7月北京航空航天大学にて宇宙飛行機の設計で修士の学位取得。1987年7月からは中華人民共和国航天工業部の助技師、技師、五院副院長、党委副書記などを務める。2003年10月、中国初の有人宇宙船神舟5号の発射現場総指揮として中国のアナウンサー白岩松の取材を受けた。
2012年3月、党務に転じて寧夏回族自治区に赴任し、寧夏回族自治区寧東能源化工基地党委員会書記、主任に就任した。翌年1月には寧夏回族自治区人民政府常務副主席を兼任。
2014年8月、浙江省常務副省長、党組副書記に転出。2016年11月、浙江省党委副書記、中国共産党浙江省委員会政治法委員会書記に就任し、浙江省副省長を退く。第12期浙江省人民代表大会常務委員会は2017年4月28日の第40回会議で、車俊省長の辞任届を受理し、袁家軍を副省長兼省長代行に任命することを決定した。同年7月に中国共産党浙江省委員会政治法委員会書記を退任した。2020年9月1日、浙江省党委書記に任命。
2022年12月、陳敏爾の後任として、重慶市党委書記に任命された。
中国共産党第二十回全国代表大会で中国共産党中央政治局委員に選ばれる。